# Temple mormon d'Oakland
Le temple mormon d’Oakland est un temple de l’Église de Jésus-Christ des saints des derniers jours situé à Oakland, dans l’État de Californie, aux États-Unis. Il a été inauguré le 17 novembre 1964.